# Penicillium palmense
Penicillium palmense är en svampart som beskrevs av C. Ramírez, A.T. Martínez & Ferrer 1978. Penicillium palmense ingår i släktet Penicillium och familjen Trichocomaceae.   Inga underarter finns listade i Catalogue of Life.